# ʿArāyes
El ʿarāyes (عرايس) es un plato popular de la cocina levantina, que consiste en pan árabe (jubz), que es plano y redondo, relleno de diversos ingredientes como carne o queso, y tostado por ambos lados. De esta manera que queda el exterior crujiente y el interior jugoso. Se sirve caliente y cortado en cuartos para ser consumido con las manos.

## Descripción
Los más típicos son el arayes de queso y el arayes de carne. Generalmente para el primero se usa un queso tipo akkawi, mientras que para el de carne se usa primordialmente carne de cordero. 

## Variantes
- En Alepo es típico una versión de carne y queso blanco llamada toshka.
- En Egipto, una versión con más relleno se denomina hawawshi (حواوشي).[1]
- En la costa de Siria y en Damasco existe una receta similar llamada maría, que contiene tomate

## Etimología
El nombre es el plural de عروس ʿarūs, que significa 'novia', en el sentido de una mujer el día de su boda. Se cree que la razón de su nombre se debe a que antiguamente se consideraba plato nupcial para ciertas tribus árabes. Por lo tanto, las «novias» (arayes) se sirven para comer el día de la boda. Por un tiempo, el término arayes hizo referencia a cualquier bocadillo o sándwich hecho con el pan pita; hoy día se refiere específicamente a este plato.
A veces ha sido mal transcrito al español como arayés, pero su pronunciación correcta es llana. No confundir con los arayés o arayes de la santería, que son los enemigos o los malos espíritus.